# 10月15日
10月15日（じゅうがつじゅうごにち）は、グレゴリオ暦で年始から288日目（閏年では289日目）にあたり、年末まであと77日ある。

## できごと

土星探査機「カッシーニ」打ち上げ(1997)

- 1582年 - イタリア・ポーランド・ポルトガル・スペインでグレゴリオ暦を導入。ユリウス暦の10月4日（木曜日）の翌日がグレゴリオ暦の10月15日（金曜日）となった[1]。
- 1815年 - ナポレオン・ボナパルトがセントヘレナに流刑になる。
- 1882年 - 曹洞宗専門学本校が、曹洞宗大学林専門本校へ改名。現在の駒澤大学が開校[2]。
- 1894年 - ドレフュス事件: アルフレド・ドレフュスがドイツのスパイ容疑で逮捕。
- 1900年 - ボストンのシンフォニーホールが竣工。
- 1904年 - フリードリヒ・アウグスト3世がザクセン王に即位。
- 1904年 - 日露戦争: バルチック艦隊がアジアへ向けてリバウ軍港を出港。
- 1905年 - ニューヨーク・ヘラルド紙でウィンザー・マッケイの漫画『リトル・ニモ』の連載開始。
- 1917年 - 第一次世界大戦: オランダ人ダンサーのマタ・ハリがドイツのスパイ容疑でフランス当局により銃殺。
- 1925年 - 京城で朝鮮神宮が創建される。
- 1932年 - タタ航空（エア・インディア）が創業。
- 1934年 - 国民政府軍に敗れた中国共産党が、華南の根拠地を放棄し西方への長征を開始。
- 1938年 - 台風接近により鹿児島県肝属郡などで大水害。死者・行方不明者約400人[3]。
- 1939年 - ニューヨーク市立空港（ラガーディア空港）が開港。
- 1940年 - チャールズ・チャップリン監督・主演の映画『独裁者』が初公開。
- 1944年 - パンツァーファウスト作戦。ハンガリーでナチス・ドイツと矢十字党によるクーデターが起こる。
- 1945年 - 日本で治安維持法廃止。
- 1945年 - スマラン事件。ジャワ島スマランで日本軍とインドネシア独立派が武器の引き渡しをめぐり衝突。
- 1945年 - 在日本朝鮮人連盟結成。
- 1948年 - 日本で第2次吉田茂内閣が成立。
- 1951年 - シットコムの『アイ・ラブ・ルーシー』がアメリカCBSテレビで放映開始。
- 1952年 - 日本の警察予備隊が保安隊に改編される。
- 1953年 - YBC山形放送がラジオ山形として開局。
- 1956年 - 六軒事故。参宮線六軒駅で列車衝突事故が起き42名が死亡。
- 1958年 - 守礼門の復元落成式[4]。
- 1961年 - 『上を向いて歩こう』のシングル盤がリリース。発売から３ヵ月で30万枚を売り上げる。また、1963年6月15日にはアメリカの音楽誌『Billboard』のチャートでアジア圏の歌手で初めてシングル週間1位を記録した[5]。
- 1962年 - アメリカがキューバを海上封鎖し、核ミサイル配備のためのソ連船の入港を阻止。キューバ危機の始まり。

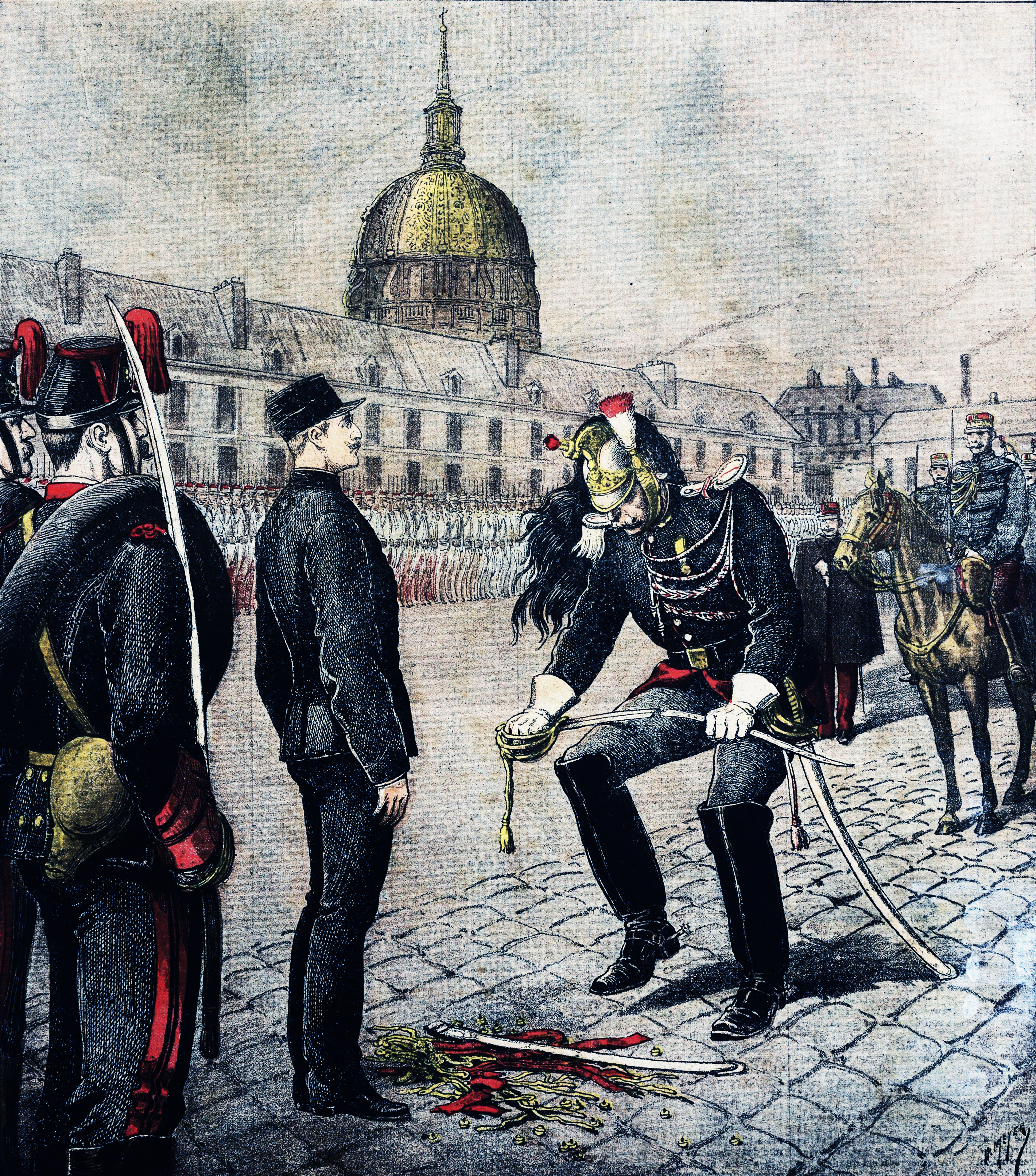
ドレフュス事件(1894)

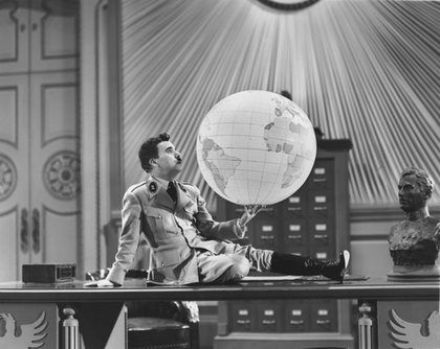
映画『独裁者』初公開(1940)

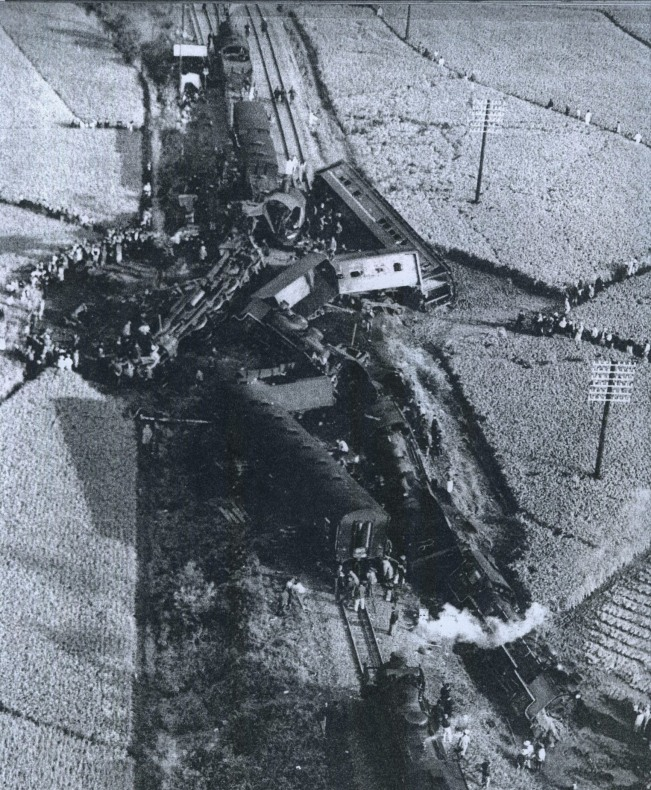
六軒駅構内の衝突事故(1956)。42名が死亡

- 1963年 - 1963年大韓民国大統領選挙で朴正煕が当選。
- 1964年 - 1964年イギリス総選挙。労働党が13年ぶりに政権獲得。
- 1969年 - 悪徳の栄え事件の最高裁判所大法廷判決。被告人等の有罪が確定。
- 1975年 - 広島東洋カープが球団創設から25年目でのリーグ初優勝。
- 1977年 - 長崎バスジャック事件が発生。
- 1987年 - ブルキナファソでクーデター、トマ・サンカラが殺害されブレーズ・コンパオレが大統領に就任。
- 1988年 - プロ野球パリーグの南海ホークスが大阪球場で、最後の公式戦を行い、1938年創設以来50年の歴史に幕。
- 1992年 - メディアワークス（現：KADOKAWA アスキー・メディアワークスブランド）設立。
- 1992年 - セガが北米でGENESIS（北米版メガドライブ）のCD-ROMドライブSEGA CD（北米版メガCD）を発売。
- 1997年 - アメリカの土星探査機「カッシーニ」が打ち上げ。
- 1997年 - イギリスのジェットエンジン搭載車スラストSSCが自動車の最大速度記録であるマッハ1.016を記録。
- 2000年 - 長野県知事選挙で、新人の田中康夫が前副知事・池田典隆を大差で破り初当選。
- 2002年 - 北朝鮮による日本人拉致問題: 北朝鮮に拉致された日本人5人が帰国。
- 2003年 - 中華人民共和国初の有人宇宙船「神舟5号」を打ち上げ。
- 2008年 - 厚生労働省が、中国から輸入された冷凍インゲンから、食品衛生法の残留農薬基準の3万4500倍に当たる農薬ジクロルボスが検出されたと発表[6]。
- 2013年 - 九州旅客鉄道の豪華寝台列車「ななつ星 in 九州」が運行開始[7]。
- 2015年 - ブルガリア難民射殺事件[8]。
- 2021年 - アフガニスタン紛争: カンダハルの金曜礼拝中のモスクで自爆テロが発生して41人以上が死亡。
- 2021年 - エセックス州の教会で有権者と懇談の場を通例として設けていた、同地よりの現役イギリス下院議員デイビッド・エイメスが暗殺される。
- 2024年 - 北朝鮮が韓国につながる道路(東側の東海線と西側の京義線)を軍事境界線上で爆破。
- 2024年 - ナイジェリアでタンクローリーが爆発して140人以上が死亡する事故。横転したタンクローリーから燃料を取ろうとした住民が爆発に巻き込まれたもの[9]。

## 誕生日

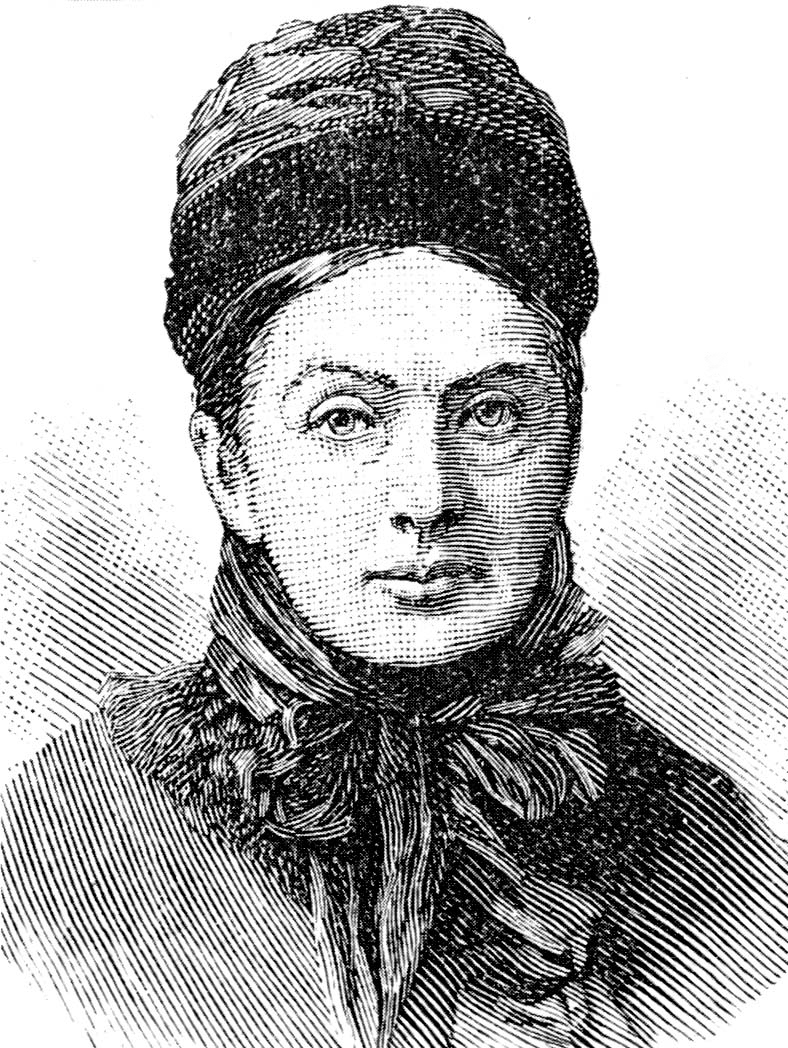
日本、朝鮮を旅した紀行作家、イザベラ・バード(1831-1904)誕生

- 紀元前70年 - ウェルギリウス、叙事詩人（+ 紀元前19年）
- 912年（延喜12年9月3日） - 良源（元三大師・慈恵大師）[10]、僧侶、日本天台宗第18代座主（+985年）
- 1608年 - エヴァンジェリスタ・トリチェリ、物理学者（+ 1647年）
- 1616年（元和2年9月5日）- 保科正景、第2代飯野藩主（+ 1700年）
- 1681年（延宝9年9月4日）- 本多正矩、第3代沼田藩主・初代田中藩主（+ 1735年）
- 1716年（享保元年9月1日）- 松平浅五郎、第2代津山藩主（+ 1726年）
- 1725年（享保10年9月10日）- 毛利重就、第7代長州藩主（+ 1789年）
- 1763年（宝暦13年9月9日）- 谷文晁、画家（+ 1841年）
- 1768年 - ジェームズ・ホルマン、探検家（+ 1857年）
- 1784年 - トマ・ロベール・ブジョー、軍人、アルジェリア総督（+ 1849年）
- 1795年 - フリードリヒ・ヴィルヘルム4世、プロイセン王（+ 1861年）
- 1796年（寛政8年9月15日）- 伊達斉宗、第10代仙台藩主（+ 1819年）
- 1814年 - ミハイル・レールモントフ、詩人、小説家（+ 1841年）
- 1831年 - イザベラ・バード、旅行家、紀行作家（+ 1904年）
- 1838年（天保9年8月27日）- 上野彦馬、写真家（+ 1904年）
- 1843年（天保14年9月22日）- 松平頼英、第10代西条藩主・子爵（+ 1905年）
- 1844年 - フリードリヒ・ニーチェ、哲学者（+ 1900年）
- 1867年（慶応3年9月18日）- 藤島武二、画家（+ 1943年）
- 1871年（明治4年9月2日）- 高野岩三郎、社会統計学者、社会運動家（+ 1949年）
- 1881年 - 早川徳次、実業家、東京地下鉄道創業者（+ 1942年）
- 1882年 - 野村胡堂、小説家、作家、音楽評論家（+ 1963年）
- 1885年 - 柳原白蓮、歌人（+ 1967年）
- 1888年 - S・S・ヴァン＝ダイン、作家、美術評論家（+ 1939年）
- 1891年 - 醍醐忠重、海軍軍人、元海軍中将（+ 1947年）
- 1893年 - 山口蓬春、日本画家（+ 1971年）
- 1899年 - 春風亭柳橋 (6代目)、落語家（+1979年）
- 1900年 - マーヴィン・ルロイ、映画監督（+ 1987年）
- 1900年 - 池谷信三郎、小説家、劇作家（+ 1933年）
- 1902年 - 西田信一、政治家、第22代北海道開発庁長官、第31代北海道開発庁長官（+ 2003年）
- 1903年 - 水上達三、実業家（+ 1989年）
- 1905年 - アンジェロ・スキアビオ、サッカー選手（+ 1990年）
- 1906年 - ヴィクトリア・スピヴィー、ブルース歌手（+ 1976年）
- 1907年 - 石本統吉、映画監督、映画プロデューサー、実業家（+1977年）
- 1908年 - ジョン・ケネス・ガルブレイス、経済学者（+ 2006年）
- 1909年 - メル・ハーダー、プロ野球選手（+ 2002年）
- 1910年 - エドウィン・O・ライシャワー、歴史家、外交官（+ 1990年）
- 1912年 - 野田良之、法学者（+ 1985年）
- 1914年 - ザーヒル・シャー、アフガニスタン国王（+ 2007年）
- 1915年 - イツハク・シャミル、第7代イスラエル首相（+ 2012年）
- 1916年 - 宮崎康二、水泳選手（+1989年）
- 1918年 - 稗田敏男、調教師（+ 2006年）
- 1921年 - 三宮武夫、実業家、第10代日本曹達社長（+ 2007年）
- 1923年 - 井川邦子、女優（+ 2012年）
- 1924年 - 玉川良一、俳優、コメディアン（+ 1992年）
- 1924年 - リー・アイアコッカ、実業家（+ 2019年）
- 1925年 - 中村隆英、経済学者、東京大学名誉教授（+2013年）
- 1926年 - ミシェル・フーコー、哲学者（+ 1984年）
- 1926年 - カール・リヒター、指揮者（+ 1981年）
- 1926年 - エド・マクベイン、作家（+ 2005年）
- 1927年 - 依田英助、声優 （+ 2019年）
- 1928年 - ドナルド・ギリース、数学者、計算機科学者（+ 1975年）
- 1928年 - 入谷正典、元プロ野球選手
- 1929年 - 鈴木実、元プロ野球選手
- 1930年 - 中谷一郎、俳優（+ 2004年）
- 1930年 - 渡部昇一、英語学者（+ 2017年）
- 1931年 - 長谷部稔、元プロ野球選手
- 1931年 - 鈴木正和、詩人（+1997年）
- 1932年 - 小池聰行、実業家、オリジナルコンフィデンス（現オリコン・エンタテインメント）創業者（+ 2001年）
- 1932年 - 堀威夫、実業家、ホリプロ創業者
- 1933年 - 飯尾為男、元プロ野球選手
- 1933年 - 小沢重光、元プロ野球選手
- 1934年 - 王蒙、作家
- 1934年 - 大脇雅子、政治家
- 1935年 - 蜷川幸雄、演出家（+ 2016年）
- 1937年 - 伊奈輝三、実業家、元INAX社長
- 1938年 - 石井幹子、照明デザイナー
- 1942年 - 江波杏子、女優（+ 2018年[11]）
- 1942年 - ペニー・マーシャル、映画監督、女優（+ 2018年）
- 1942年 - 近藤重雄、元プロ野球選手
- 1943年 - 豊沢有兄、政治家（+2018年）
- 1944年 - デヴィッド・トリンブル、政治家（+ 2022年）
- 1945年 - 村上輝康、エコノミスト
- 1945年 - 鶴澤清治、三味線奏者
- 1945年 - 高井諭、元プロ野球選手
- 1945年 - ジム・パーマー、元プロ野球選手
- 1945年 - ジョン・マレル、劇作家（+ 2019年）
- 1946年 - 澤井誠介、銀行家
- 1946年 - 野町和嘉、写真家
- 1946年 - 三井恒、元俳優
- 1946年 - リチャード・カーペンター、作曲家、編曲家、音楽製作家
- 1947年 - 池上昌弘、騎手、調教師
- 1949年 - 桐谷広人、将棋棋士、投資家
- 1949年 - 工藤広、政治家、北海道稚内市長
- 1950年 - 清水国明、タレント
- 1950年 - 牧村泉三郎、俳優、声優
- 1951年 - 高橋和夫、国際政治学者
- 1951年 - どろんぱ、漫画家
- 1952年 - 湯山邦彦、アニメーション監督
- 1952年 - 笠井亮、政治家
- 1953年 - 鳴海風、小説家
- 1953年 - ティト・ジャクソン、歌手（+ 2024年）
- 1954年 - ブランコ・シカティック、キックボクサー
- 1955年 - タニア・ロバーツ、女優（+ 2021年）
- 1956年 - 保坂和志、小説家
- 1956年 - 川田孝好、調教師
- 1956年 - 吉本博、元プロ野球選手
- 1957年 - 有賀佳弘、元プロ野球選手
- 1957年 - 杉本公雄、元バレーボール選手
- 1957年 - ミーラー・ナーイル、映画監督
- 1958年 - 大澤真幸、社会学者
- 1958年 - 山川豊、演歌歌手
- 1958年 - 勝生真沙子、声優
- 1959年 - トッド・ソロンズ、映画監督
- 1961年 - キムラ緑子、女優
- 1961年 - 柴矢裕美、歌手、ボイストレーナー
- 1962年 - 西村康稔、政治家
- 1962年 - 山口遊子、モデル、実業家
- 1962年 - 有江活子、アナウンサー
- 1963年 - 大海吾郎、ナレーター
- 1964年 - 法月綸太郎、推理作家、評論家
- 1964年 - 西田三十五、政治家
- 1964年 - 熊本マリ、ピアニスト
- 1964年 - おおたわ史絵、精神科医
- 1965年 - 藤森涼子、気象予報士
- 1965年 - 前田珠子、小説家
- 1965年 - 長利礼治、元プロ野球選手
- 1966年 - 馬渕繁治、騎手
- 1967年 - 笑福亭銀瓶、落語家
- 1967年 - 緒方豊和、ミュージシャン、作曲家、編曲家
- 1967年 - 加賀田京子、フランス料理シェフ
- 1967年 - 櫛渕万里、政治家
- 1968年 - 藤井聡、土木工学者、社会工学者、評論家
- 1968年 - 河野聡、映画プロデューサー、アニメプロデューサー、実業家
- 1968年 - 峯田大介、テレビプロデューサー
- 1968年 - 清水ひろたか、ミュージシャン
- 1968年 - 野中政宏、声優
- 1968年 - 足利豊、元プロ野球選手
- 1968年 - ディディエ・デシャン、元サッカー選手、指導者
- 1969年 - 神戸勝彦、料理人（+2019年）
- 1969年 - ビトール・バイーア、元サッカー選手
- 1970年 - 大西亜里、シンガーソングライター
- 1971年 - 松本紀保、女優
- 1971年 - NATCHIN、ミュージシャン (SIAM SHADE)
- 1971年 - 栗田直紀、射撃選手
- 1971年 - アンディ・コール、元サッカー選手
- 1971年 - ニコ・コヴァチ、元サッカー選手
- 1972年 - 山本雅子、女優、声優
- 1972年 - 柳本啓成、元サッカー選手
- 1974年 - 岡野昭仁、ミュージシャン (ポルノグラフィティ)
- 1974年 - ジャッキーちゃん、ものまね芸人
- 1974年 - 大曲輝斎、ボクサー
- 1975年 - 石山愛子、フリーアナウンサー
- 1975年 - 追崎史敏、アニメ監督
- 1975年 - 東村アキコ、漫画家
- 1976年 - 西谷誠、騎手
- 1976年 - 白井英治、競艇選手
- 1977年 - 小飯塚貴世江、女優、声優
- 1977年 - 菊池一仁、作曲家、音楽プロデューサー、ギター奏者
- 1977年 - ダヴィド・トレゼゲ、元サッカー選手
- 1977年 - ミッチ・ジョーンズ、元プロ野球選手
- 1978年 - 清水あすか、女優
- 1978年 - 南波一海、音楽評論家、ミュージシャン
- 1978年 - 吉野和剛、パフォーマー（+2017年)
- 1979年 - むらかみひとみ、絵本作家
- 1979年 - ポール・ロビンソン、元サッカー選手
- 1980年 - 渡辺直人、元プロ野球選手
- 1980年 - 川村亜紀、タレント
- 1980年 - 木谷寿巳、元プロ野球選手
- 1980年 - トム・ボーネン、元自転車プロロードレース選手
- 1981年 - せんだるか、タレント
- 1981年 - 大森慶一、競輪選手
- 1981年 - 郭晶晶、飛込競技選手
- 1981年 - 中庭健介、元フィギュアスケート選手
- 1981年 - エレーナ・デメンチェワ、テニス選手
- 1982年 - 真木よう子、女優
- 1982年 - 小澤綾子、歌手
- 1982年 - ツネ、お笑い芸人（2700）
- 1982年 - タマ・トンガ、プロレスラー
- 1983年 - 藤井重隆、スポーツジャーナリスト
- 1983年 - 阪田伊都、声優
- 1983年 - ブルーノ・セナ、F1ドライバー
- 1983年 - ステフィー・タン（鄧麗欣）、歌手
- 1984年 - 花井美理、グラビアアイドル
- 1984年 - 太田彩乃、タレント、お笑い芸人
- 1984年 - 村上、お笑い芸人 (マヂカルラブリー)
- 1984年 - 中村優、レースクイーン
- 1984年 - ボークコリン雷神、ラグビーユニオン選手
- 1984年 - 西尾佳、元アナウンサー
- 1984年 - 耿伯軒、元プロ野球選手
- 1985年 - 川田将雅、騎手
- 1986年 - 東出有貴、俳優、ミュージシャン（HIROZ、HIROZ SEVEN+）
- 1986年 - 鈴木成美、競艇選手
- 1986年 - ドンヘ、アイドル（SUPER JUNIOR）
- 1986年 - 藤井大輔、元サッカー選手
- 1987年 - 阪口夢穂、サッカー選手
- 1987年 - 古橋岳也、プロボクサー
- 1987年 - ウニョン、アイドル、ミュージシャン（Brave Girls）
- 1988年 - 亀澤恭平、元プロ野球選手
- 1988年 - メスト・エジル、サッカー選手
- 1988年 - 益荒海幸太、元大相撲力士
- 1988年 - 高橋沙織、お笑い芸人（アルミカン）
- 1989年 - ジアニソン・ボックハウト、野球選手
- 1989年 - ヒコロヒー、お笑いタレント
- 1989年 - 原田裕規、アーティスト
- 1990年 - 水原希子、モデル、女優
- 1990年 - 杉原由規奈、女優
- 1990年 - 中井貴裕、柔道選手
- 1990年 - 高木海帆、柔道選手
- 1990年 - フェデリコ・デルボニス、テニス選手
- 1990年 - 柴田理美、アナウンサー
- 1991年 - 仲谷明香、声優（元AKB48）
- 1991年 - 上矢えり奈、タレント、元グラビアアイドル（元仮面女子、元アリス十番）
- 1991年 - 日向野卓也、IT実業家
- 1991年 - 椎名伸志、サッカー選手
- 1992年 - 牧原大成、プロ野球選手
- 1992年 - 財木琢磨、俳優
- 1992年 - テオスカー・ヘルナンデス、プロ野球選手
- 1992年 - 雫、歌手、ギター奏者（ポルカドットスティングレイ）
- 1992年 - 柳田衣里佳、モデル、女優
- 1992年 - 馬場雄基、政治家
- 1994年 - 大原海輝、俳優、モデル
- 1994年 - 大森日雅、声優
- 1994年 - 征矢貴、総合格闘家、Youtuber
- 1995年 - 橘柊生、俳優、ミュージシャン（DISH//）
- 1995年 - 観世智顕、声優
- 1995年 - ヤコブ・ポエートル、バスケットボール選手
- 1996年 - 堀未央奈、タレント、アイドル（元乃木坂46）
- 1996年 - Niki、ファッションモデル
- 1996年 - 清水昇、プロ野球選手
- 1997年 - 清水爽香、女優
- 1997年 - 吉良彩花、女優、元アイドル（元赤マルダッシュ☆）
- 1999年 - 夢原まひろ、タレント
- 1999年 - 竹内夢、タレント、女優
- 2000年 - 吉岡竜輝、俳優
- 2001年 - 海音、モデル
- 2001年 - ヒスン、アイドル（ENHYPEN）
- 2007年 - 高村佳偉人、子役
- 2016年 - 永尾柚乃、子役
- 生年不詳 - 唯月一、漫画家、イラストレーター
- 生年不詳 - 栗坂南美、声優
- 生年不詳 - 十河圭祐、声優
- 生年不詳 - 立石めぐみ、声優
- 生年不詳 - 手塚りょうこ、声優
- 生年不詳 - 永井ちひろ、声優
- 生年不詳 - 舞原ゆめ、声優
- 生年不詳 - 前田このみ、声優
- 生年不詳 - 八巻アンナ[12]、声優
- 生年不詳 - 吉竹範子、声優
- 生年不詳 - 小椋恵子、ナレーター

## 忌日

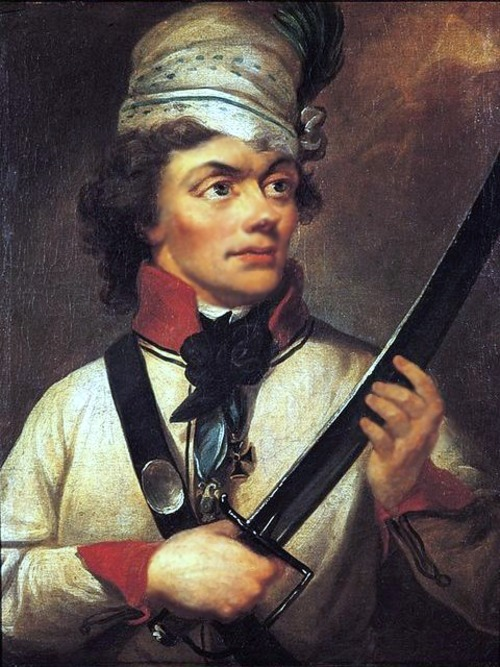
ポーランド・リトアニア共和国の将軍タデウシュ・コシチュシュコ(1746-1817)、スイスで客死。

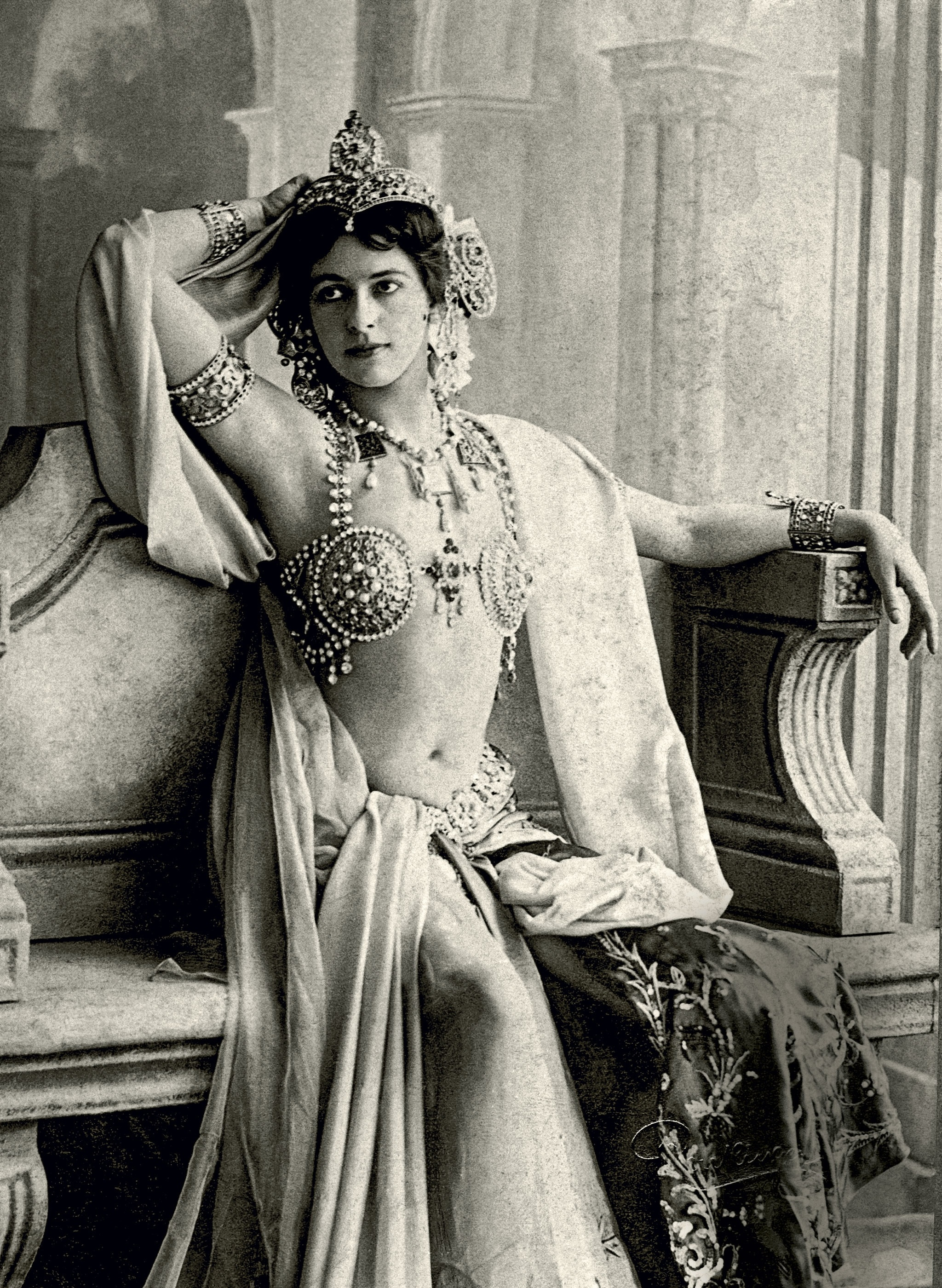
女スパイ、マタ・ハリことマルガレータ・ヘールトロイダ・ツェレ(1876-1917)銃殺刑。

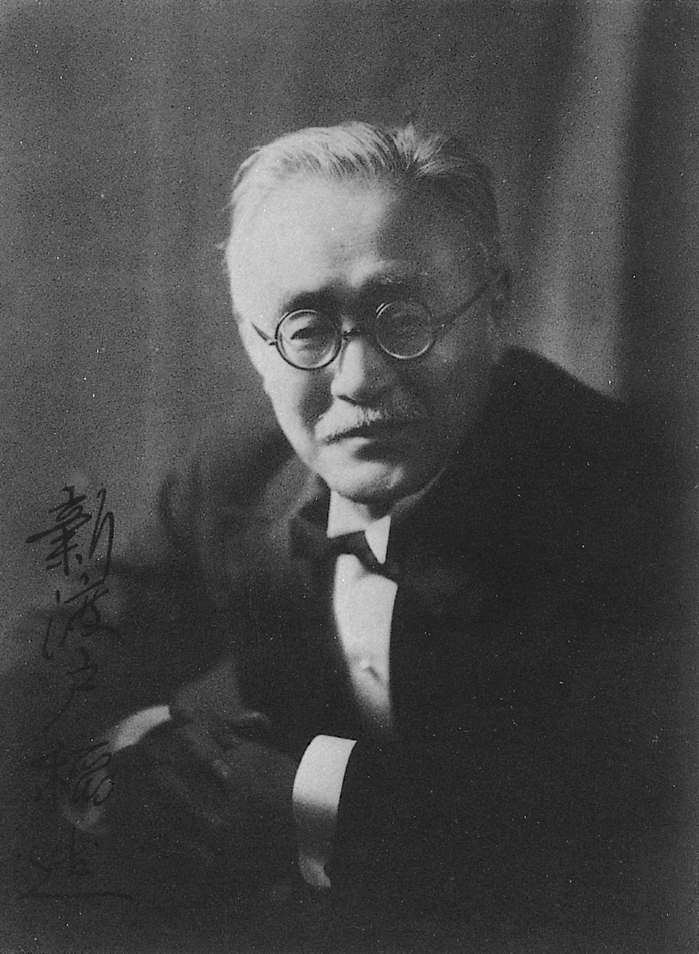
教育者、農政学者新渡戸稲造(1862-1933)没。東京大学などで教鞭をとったほか「太平洋の橋」になろうと、国際連盟事務次長（1920～1926）、太平洋問題調査会理事長（1929～1933）としても活躍。

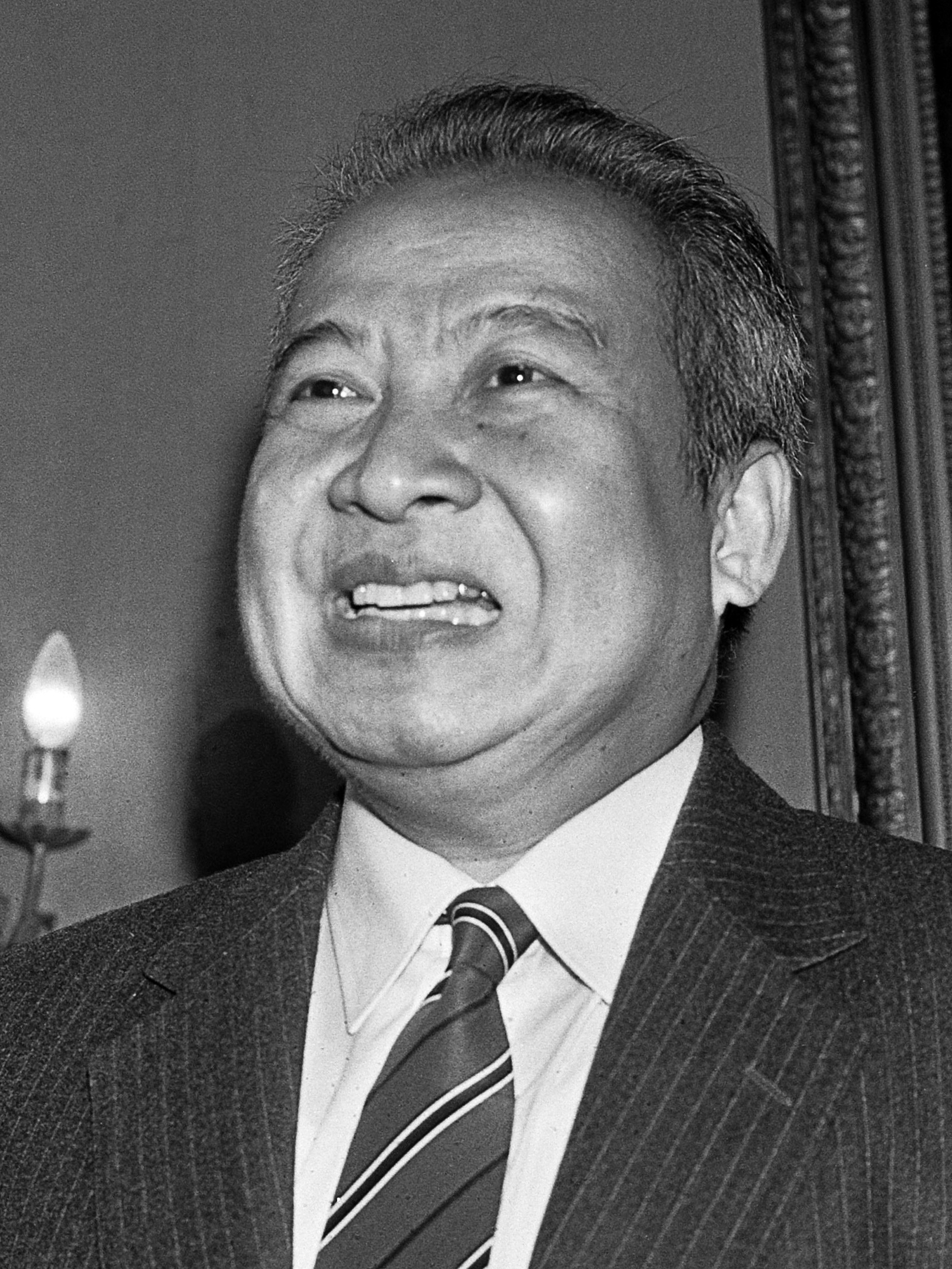
カンボジア国王、ノロドム・シハヌーク(1922-2012)崩御。

- 961年 - アブド・アッラフマーン3世、後ウマイヤ朝初代カリフ（* 889年）
- 1389年 - ウルバヌス6世、第202代ローマ教皇（* 1318年）
- 1564年 - アンドレアス・ヴェサリウス、解剖学者、医師（* 1514年）
- 1603年（慶長8年9月11日）- 武田信吉、水戸藩主（* 1583年）
- 1676年 - サイモン・デ・ボス（英語版）、画家（* 1603年）
- 1690年 - フアン・デ・バルデス・レアル、画家、版画家（* 1622年）
- 1690年 - アダム・フランス・ファン・デル・ミューレン、画家（* 1632年）
- 1691年 - ポール・ミニャール、画家、版画家（* 1639年）
- 1704年（宝永元年9月17日）- 阿部正武、江戸幕府老中、忍藩主（* 1649年）
- 1715年 - ハンフリー・ディットン（英語版）、数学者（* 1675年）
- 1754年（宝暦4年8月29日）- 井伊直禔、第11代彦根藩主（* 1727年）
- 1804年 - アントワーヌ・ボーメ、化学者（* 1728年）
- 1811年 - ナサニエル・ダンス＝ホランド、画家、政治家（* 1735年）
- 1817年 - タデウシュ・コシチュシュコ、ポーランド・リトアニアの将軍（* 1746年）
- 1817年 - ヨハン・ルートヴィヒ・ブルクハルト、東洋学者（* 1784年）
- 1829年 - ジョージ・ドー（英語版）、画家（* 1781年）
- 1833年 - ミハウ・クレオファス・オギンスキ（英語版）、外交官、政治家、作曲家（* 1765年）
- 1852年 - フリードリヒ・ルートヴィヒ・ヤーン（英語版）、体操教育者（* 1778年）
- 1858年 - カール・グスタフ・モサンデル、化学者、ランタン、エルビウム、テルビウムを発見（* 1797年）
- 1891年 - トーマス・ブラキストン、軍人、貿易商、探検家、博物学者（* 1832年）
- 1892年 - ミヒャエル・アントン・ビールメル（英語版）、内科医（* 1827年）
- 1896年 - 千葉さな子、剣術家（* 1838年）
- 1900年 - ズデニェク・フィビフ、作曲家（* 1850年）
- 1904年 - ゲオルク、第6代ザクセン王（* 1838年）
- 1910年 - スタンリー・ケッチェル、プロボクサー（* 1886年）
- 1915年 - テオドール・ボヴェリ、生物学者（* 1862年）
- 1915年 - パウル・シェーアバルト、小説家、詩人、画家（* 1863年）
- 1917年 - マタ・ハリ、舞踏家、スパイ（* 1876年）
- 1922年 - 大井憲太郎、自由民権運動家、衆議院議員（* 1843年）
- 1928年 - 広津柳浪、小説家（* 1861年）
- 1929年 - レオン・ドラクロワ、ベルギー首相（* 1867年）
- 1930年 - ハーバート・ヘンリー・ダウ、化学者、実業家、ダウ・ケミカル創業者（* 1866年）
- 1933年 - 新渡戸稲造、教育者、思想家、元東京女子大学学長（* 1862年）
- 1934年 - レイモン・ポアンカレ、政治家、フランス大統領（* 1860年）
- 1945年 - ピエール・ラヴァル、ヴィシー政権首相（* 1883年）
- 1945年 - 木下杢太郎、医学者、詩人、劇作家（* 1885年）
- 1946年 - アーサー・ジェームズ・アーノット（英語版）、電気技師、電動ドリルの特許取得者（* 1865年）
- 1946年 - ヘルマン・ゲーリング、政治家、軍人（* 1893年）
- 1955年 - 早坂文雄、作曲家（* 1914年）
- 1957年 - アンリ・ヴァン・デ・ヴェルデ、建築家（* 1863年）
- 1957年 - ニール・ボール、プロ野球選手（* 1881年）
- 1957年 - 上野陽一、経営学者、産業能率短期大学創立者（* 1883年）
- 1958年 - 酒井米子、女優（* 1898年）
- 1960年 - クララ・キンボール・ヤング（英語版）、女優（* 1890年）
- 1963年 - ホートン・スミス、プロゴルファー（* 1908年）
- 1964年 - コール・ポーター、作曲家、作詞家（* 1891年）
- 1967年 - マルセル・エイメ、小説家、劇作家（* 1902年）
- 1968年 - バージニア・リー・バートン、絵本作家（* 1909年）
- 1976年 - カルロ・ガンビーノ、マフィア（* 1902年）
- 1977年 - フローレンス・ブロードハースト（英語版）、画家、壁紙デザイナー、歌手（* 1899年）
- 1978年 - 玉川一郎、作家（* 1905年）
- 1978年 - ユージン・スミス、写真家（* 1918年）
- 1979年 - フロイド・ヘンリー・オールポート（英語版）、心理学者（* 1890年）
- 1980年 - 大塚敬節、医師（* 1900年）
- 1982年 - 斉田博、アマチュア天文家（* 1926年）
- 1983年 - パット・オブライエン、俳優（* 1899年）
- 1985年 - 渡辺祐介、映画監督（* 1927年）
- 1986年 - 安田武、思想家（* 1922年）
- 1988年 - カイホスルー・シャプルジ・ソラブジ、作曲家、ピアニスト（* 1892年）
- 1989年 - スコット・オデール、児童文学作家（* 1898年）
- 1992年 - オリヴァー・フランクス、官僚、哲学者（* 1905年）
- 1993年 - 渡辺慧、物理学者、情報科学者（* 1910年）
- 1997年 - 西村尚治、郵政官僚、政治家、第23代総理府総務長官、第6代沖縄開発庁長官（* 1911年）
- 1998年 - 酒井祐春、作詞家（* 1928年）
- 2000年 - コンラート・ブロッホ、生化学者（* 1912年）
- 2000年 - 稲垣人司、高校野球指導者（* 1932年）
- 2001年 - 日詰昭一郎、ミュージシャン（* 1957年）
- 2002年 - 中田正子、日本初の女性弁護士（* 1910年）
- 2004年 - 飯塚信雄、ドイツ文学者、明治大学名誉教授（* 1922年）
- 2005年 - 横松宗、近代中国思想研究者、教育学者、元八幡大学（現九州国際大学）学長（* 1913年）
- 2006年 - 檜垣徳太郎、政治家（* 1916年）
- 2006年 - 松澤宥、コンセプチュアル・アーティスト（* 1922年）
- 2006年 - 稲葉稔、政治家、元滋賀県知事（* 1929年）
- 2007年 - 田島節夫、哲学者（* 1925年）
- 2007年 - 山田真二、俳優、歌手（* 1937年）
- 2008年 - 土方武、実業家、元住友化学工業社長、元日本たばこ産業会長（* 1915年）
- 2008年 - 王永慶、実業家、台湾プラスチック・グループ創業者（* 1917年）
- 2008年 - 大本修、電気工学者、元芝浦工業大学学長、日本高等学校野球連盟顧問（* 1925年）
- 2009年 - 浜田寅彦、俳優、元劇団俳優座代表（* 1919年）
- 2010年 - 黒野圀夫、実業家、元RKB毎日放送会長（* 1921年)
- 2012年 - ノロドム・シハヌーク、カンボジア国王（* 1922年）
- 2012年 - マリア・ロサ・メノカル、中世研究者、文献学者（* 1953年）
- 2013年 - ハンス・リーゲル（英語版）、実業家、元ハリボー社長（* 1923年）
- 2013年 - エル・ブラソ、プロレスラー（* 1961年）
- 2013年 - シーン・エドワーズ、レーシングドライバー（* 1986年）
- 2014年 - 角山栄、経済史家、和歌山大学名誉教授・元学長、堺市博物館元館長（* 1921年）
- 2014年 - 大西正文、実業家、元大阪ガス社長（* 1924年）
- 2014年 - 小沢潔、政治家、第62代北海道開発庁長官、第31代沖縄開発庁長官、第26代国土庁長官（* 1927年）
- 2015年 - 舟崎克彦、作家、詩人（* 1945年）
- 2016年 - 富山治夫、写真家（* 1935年）
- 2017年 - 早川東三、ドイツ語・ドイツ文学者、学習院大学名誉教授（* 1929年）
- 2017年 - 寺崎昭久、政治家（* 1936年）
- 2017年 - 加藤唯史[13]、漫画家（* 1949年）
- 2018年 - ジョー・スタンカ、元プロ野球選手（* 1931年）
- 2018年 - 入沢康夫、詩人、フランス文学者（* 1931年）
- 2018年 - 石川球太、漫画家（* 1940年）
- 2018年 - フェルナンド・セレーナ、サッカー選手（* 1941年）
- 2018年 - ポール・アレン[14]、実業家、マイクロソフト社の共同創業者（* 1953年）
- 2019年 - ホセイン・デフラヴィー、作曲家（* 1927年）
- 2019年 - 植村伴次郎、実業家､東北新社創業者（* 1929年）
- 2019年 - アンドリュー・コーワン、元レーシングドライバー、三菱自動車のラリーアート創設者（* 1936年）
- 2020年 - 岡部多喜子、声楽家、東京藝術大学名誉教授（* 1919年）
- 2020年 - バーヌ・アタイヤ、衣装デザイナー（* 1929年）
- 2020年 - ソーニャ・エドストローム、クロスカントリースキー選手、1960年スコーバレー五輪金メダリスト（* 1930年）
- 2020年 - トム・マシュラー、編集者、出版人、ブッカー賞創設者（* 1933年）
- 2021年 - 山本長、海上保安官、第25代海上保安庁長官、元新東京国際空港公団総裁（* 1930年）
- 2021年 - ミゲル・デ・オリベイラ、プロボクサー、元WBC世界ジュニアミドル級王者（* 1947年）
- 2021年 - ラインハルト・ロス、オートバイレーサー（* 1952年）
- 2021年 - デイビッド・エイメス、政治家（* 1952年）
- 2021年 - ポーンサック・ソーンセーン、歌手（* 1960年）
- 2023年 - 岩波剛、演劇評論家（* 1930年）
- 2023年 - 司治[15]、実業家、元天馬社長
- 2023年 - 川本征平、アニメーション美術監督、アトリエローク創業者（* 1938年）
- 2023年 - スザンヌ・ソマーズ（英語版）、女優（* 1946年）
- 2023年 - オレーク・アントロポフ、バレーボール選手、指導者、内科医、1968年メキシコシティー五輪金メダリスト（* 1947年）

## 記念日・年中行事
- 世界手洗いの日
UNICEF・世界銀行などからなる「せっけんを使った手洗いのための官民パートナーシップ」が2008年から実施。感染症の予防のため、石鹸を使った正しい手洗いの方法を広めるための活動が世界各地で行われる。
- 農山漁村女性のための国際デー (International Day of Rural Women)
国際デーの一つ。
- 白杖の日（英語版）
視覚障害者の日[16]。
- 教師の日（ ブラジル）
- 下元（ 中国）
三元は、中国の道教の行事である「上元」「中元」「下元」の総称。旧暦10月15日は下元にあたる。なお、三元は、1年を三等分するのではなく、2:1:1（6ヶ月・3ヶ月・3ヶ月）に分け、旧暦1月15日を上元、7月15日の中元、10月15日を下元とする。古代中国においては先祖の霊を祀る行事だったが、後に物忌みを行い経典を読み、災厄を逃れるよう祈る日となった。
- たすけあいの日（ 日本）
全国社会福祉協議会が1965年に制定。
- きのこの日（ 日本）
日本特用林産振興会が1995年に制定。10月はきのこ類の需要が高まる月で、その月の真ん中の15日を記念日とした。
- ぞうりの日（ 日本）
草履興業組合が制定。七五三・正月など、草履を履く行事の多い時期が近いことから。
- 人形の日（ 日本）
日本人形協会と日本玩具及び人形連盟が1965（昭和40）年に制定したが、1972（昭和47）年に「抜本的な検討を加える必要がある」として、積極的な活動を休止した。しかし、一般には普及し、この日にちなんで全国各地で人形供養や人形感謝祭等が開催される。
- 化石の日（ 日本）
日本古生物学会が2018年に制定。同学会のシンボルマークであるニッポニテス・ミラビリスが矢部長克によって新種記載された日にちなむ[17]。
- 新聞週間（ 日本、10月21日まで）